# Branko Belan
Branko Belan (Postira na Braču, 15. studenog 1912. – Zagreb, 26. travnja 1986.), hrvatski filmski redatelj, teoretičar filma, filmski i televizijski kritičar, romanopisac i novelist.

## Životopis
Režirao je niz dokumentarnih filmova 1947. – 61. (Elektrifikacija; Ribari Jadrana; Tunolovci; Vriština i klasje; Ne spavaju svi noću; Istarski puti; Vjekovi Hvara; Jesen na otoku Braču; Mediteranski prozori) te dva dugometražna igrana filma (Koncert, 1954.; Pod sumnjom, 1957.). Prvi mu je donio doživotne probleme s jugoslavenskim političkim sustavom, a drugi, partizanski film snimljen na otoku Korčuli, bio je u potpunosti cenzuriran, premontiran, a zatim i bunkeriran. Autor je priče za slovenski partizanski film Trenutki odločitve (1955.) u režiji Františeka Čapa, koji je također bio bunkeriran zbog ideološki nepoćudne priče. 
Daljnja filmska karijera bila mu je u potpunosti onemogućena pa se profesionalno posvetio pisanju. Objavljivao je prve domaće knjige o filmu (Scenarij što i kako, 1960.; Sjaj i bijeda filma, 1966.; Sintaksa i poetika filma, 1979.), modernističke (Kutija od ebanovine, 1960.; Tmora, 1967.) i kriminalističke romane (Biografija utopljenice, 1962.; Obrasci mržnje, 1964.; Tko će pokucati na moja vrata, 1974.). Jedan je od prvih autora znanstvene fantastike u Hrvatskoj (niz novela u Siriusu 1976. – 86.; roman Utov dnevnik, 1982.). Objavio je na stotine filmskih članaka u Telegramu, Slobodnoj Dalmaciji, Vjesniku, Filmskoj reviji, Filmskoj kulturi, Kinematografiji i drugdje. Bio je utemeljitelj Katedre za montažu na Akademiji za kazalište i film u Zagrebu (danas Akademija dramske umjetnosti) i glavni predavač do umirovljenja 1979. Objavio je dvije knjige novela (Lica otputovala, lica umrla, 1963.; Gle, krasne li paprati, 1978.). Prevodio je s engleskoga i talijanskoga; u drugoj polovici 1940-ih preveo je prve filmološke knjige u Hrvatskoj (Renato May, Paul Rotha), a 1950-ih i prvi anglosaksonski SF (I. Asimov). Dobitnik je Nagrade grada Zagreba za roman Kutija od ebanovine, prve dodijeljene nagrade Večernjeg lista za kratku priču, nagrade Dušan Timotijević za filmskog kritičara godine, nagrade Vladimir Nazor za životno djelo na filmu i nagrade SFERA za SF roman godine za Utov dnevnik.
Na Radio Zagrebu emitirano je nekoliko njegovih radiodrama (Jakov u podrumu, 1967.; Raj za mrlje, 1969.; Farsa o čovjeku od imena, 1976.; Pukla grana od orija, 1985.). Prema njegovim predlošcima realizirane su i tri TV drame u produkciji Televizije Zagreb: Biografija utopljenice (1965.), Deseti rođaci (1968.) i Nina-nana za Pavlicu (1976.). Hrvatski radio emitirao je, u novije vrijeme, novu, dvodijelnu dramatizaciju romana Biografija utopljenice (2017.).
Danas se tad inkriminirani Koncert smatra jednim od klasika hrvatske kinematografije i prvim djelom hrvatskoga filmskog modernizma. Splitski klub ljubitelja SF-a nosio je Belanovo ime. God. 2006. uvršten je, na uvodnom mjestu, u antologiju hrvatske znanstvenofantastične novele 1976-2006., Ad astra (urednici Aleksandar Žiljak i Tomislav Šakić).

## Filmografija
- Elektrifikacija, 1948.
- Tunolovci, 1948.
- Ribari Jadrana, 1948.
- Vriština i klasje, 1949.
- Ne spavaju svi noću, 1951.
- Istarski puti, 1953.
- Koncert, 1954. - dugometražni igrani film
- Pod sumnjom, 1956. - dugometražni igrani film
- Jesen na otoku Braču, 1957.
- Europa kampuje na Jadranu, 1958.
- Vjekovi Hvara, 1959.
- Mediteranski prozori, 1960.
- Dobričina, 1966. - kratkometražni igrani film